# 端境期
| ウィキペディアには「端境期」という見出しの百科事典記事はありません（タイトルに「端境期」を含むページの一覧/「端境期」で始まるページの一覧）。 代わりにウィクショナリーのページ「端境期」が役に立つかもしれません。 |